# NGC 314
NGC 314 је спирална галаксија у сазвежђу Вајар која се налази на NGC листи објеката дубоког неба.
Деклинација објекта је - 31° 57' 47" а ректасцензија 0h 56m 52,4s. Привидна величина (магнитуда) објекта NGC 314 износи 13,3 а фотографска магнитуда 14,2. NGC 314 је још познат и под ознакама ESO 411-32, MCG -5-3-15, IRAS 00544-3214, PGC 3395.